# Культурный союз

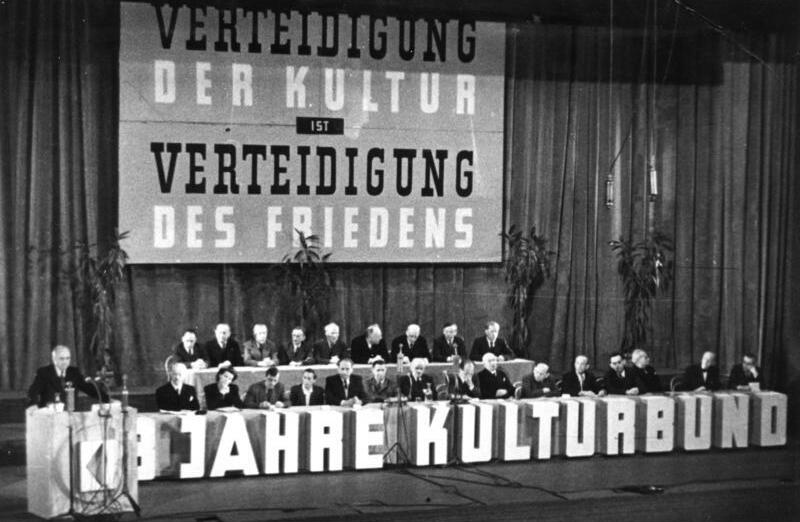
Заседание Культурного союза в поддержку мира. 1948

Культурный союз ГДР («Культу́рбунд», нем. Kulturbund der DDR) — массовая культурная организация в Восточной Германии в 1945—1990 годах. Культурный союз был основан 8 августа 1945 года по инициативе писателя Йоханнеса Бехера как союз творческой интеллигенции, поставивший своей целью проведение «демократической реформации» в Германии. Культурный союз имел 22 места в Народной палате ГДР. В 1950 году в рамках Культурного союза были созданы творческие союзы по образцу творческих союзов в СССР. В 1985 году в союзе состояло около 260 тысяч человек. До 1958 года организация называлась «Культурный союз для демократического обновления Германии», до 1974 года носила название «Немецкий культурный союз».

## Организационная структура
Культурный союз состоял из окружных организаций, которые в свою очередь включали районные организации, подразделявшиеся на местные группы. Высшим органом Культурного союза являлся конгресс. Между конгрессами Культурный союз возглавляло центральное правление. Исполнительный орган Культурного союза — президентский совет. Высшее должностное лицо Культурного союза — президент. Высший ревизионный орган — центральная ревизионная комиссия.

## Президенты
- Йоганнес Бехер (1945—1958)
- Макс Бургхардт (1958—1977)
- Ханс-Йоахим Хофман (1977—1978)
- Ханс Пишнер (1978—1990)